# 餅まき
餅まき（もちまき）、または餅投げ（もちなげ）は、上棟式などの神事に際して集まった人々へ餅をまく行事である。正式には、散餅の儀、散餅銭の儀という。

## 概要

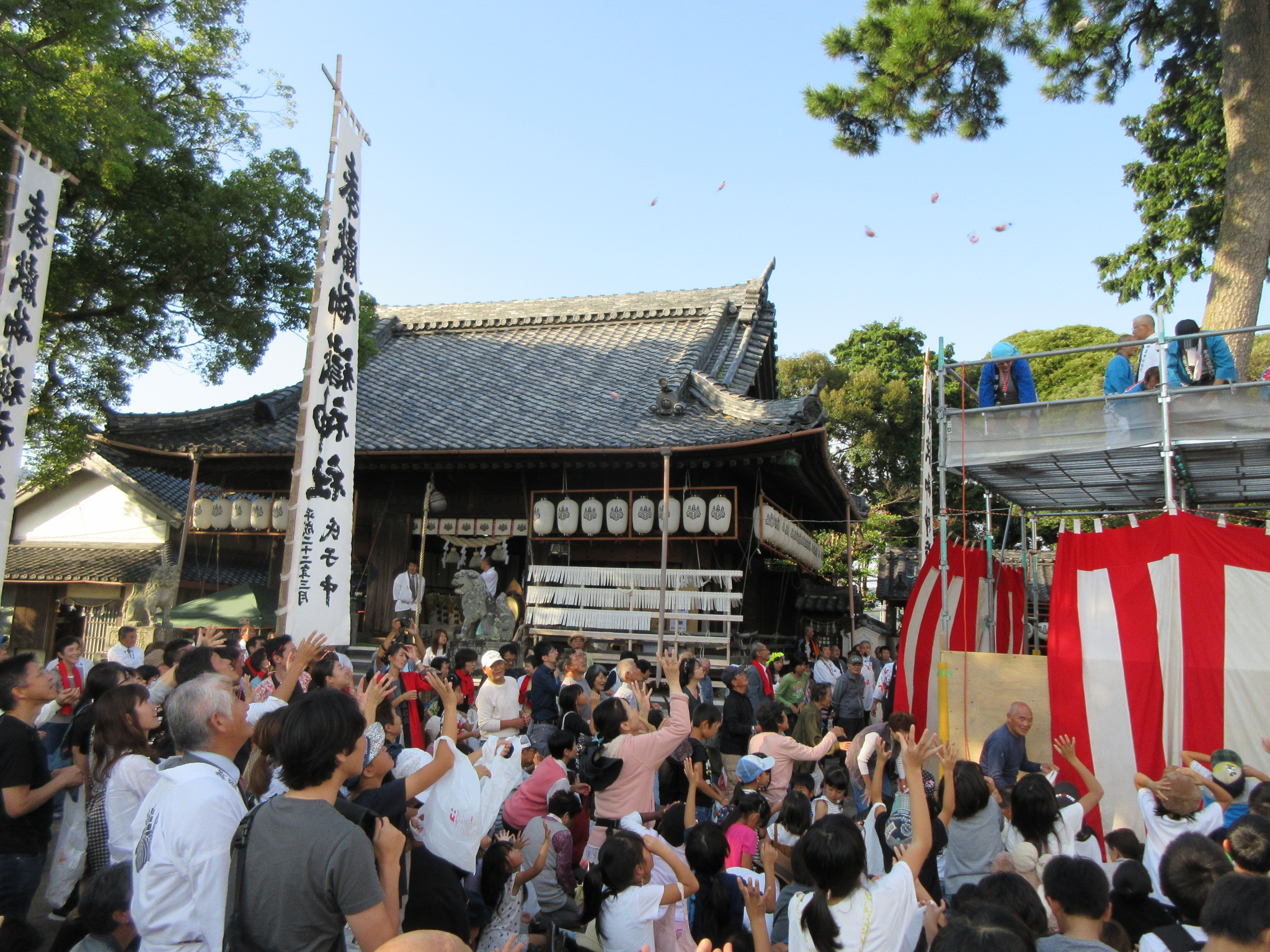
御嶽神社（愛知県蒲郡市、2017年10月）

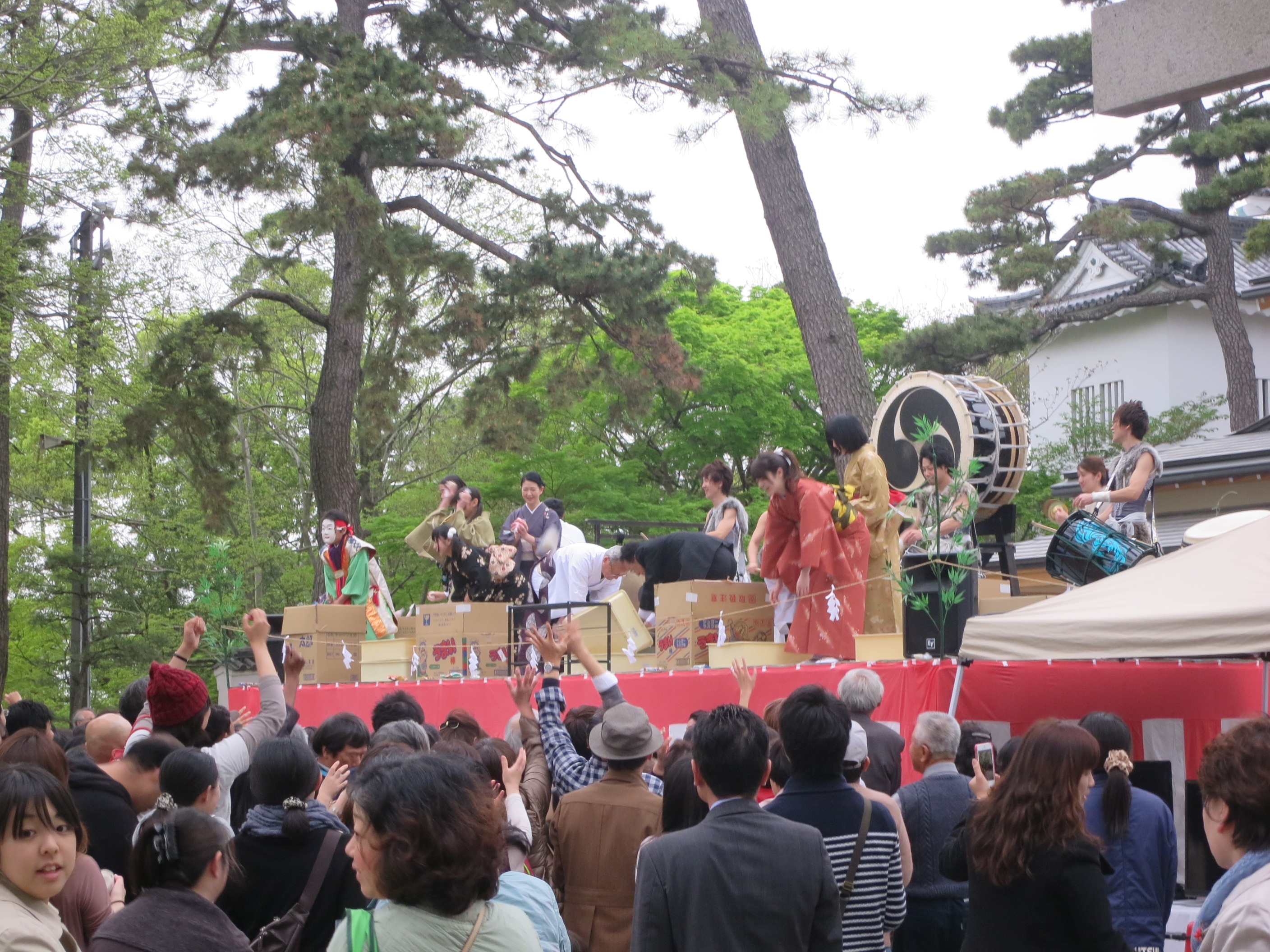
龍城神社（愛知県岡崎市、2015年4月）

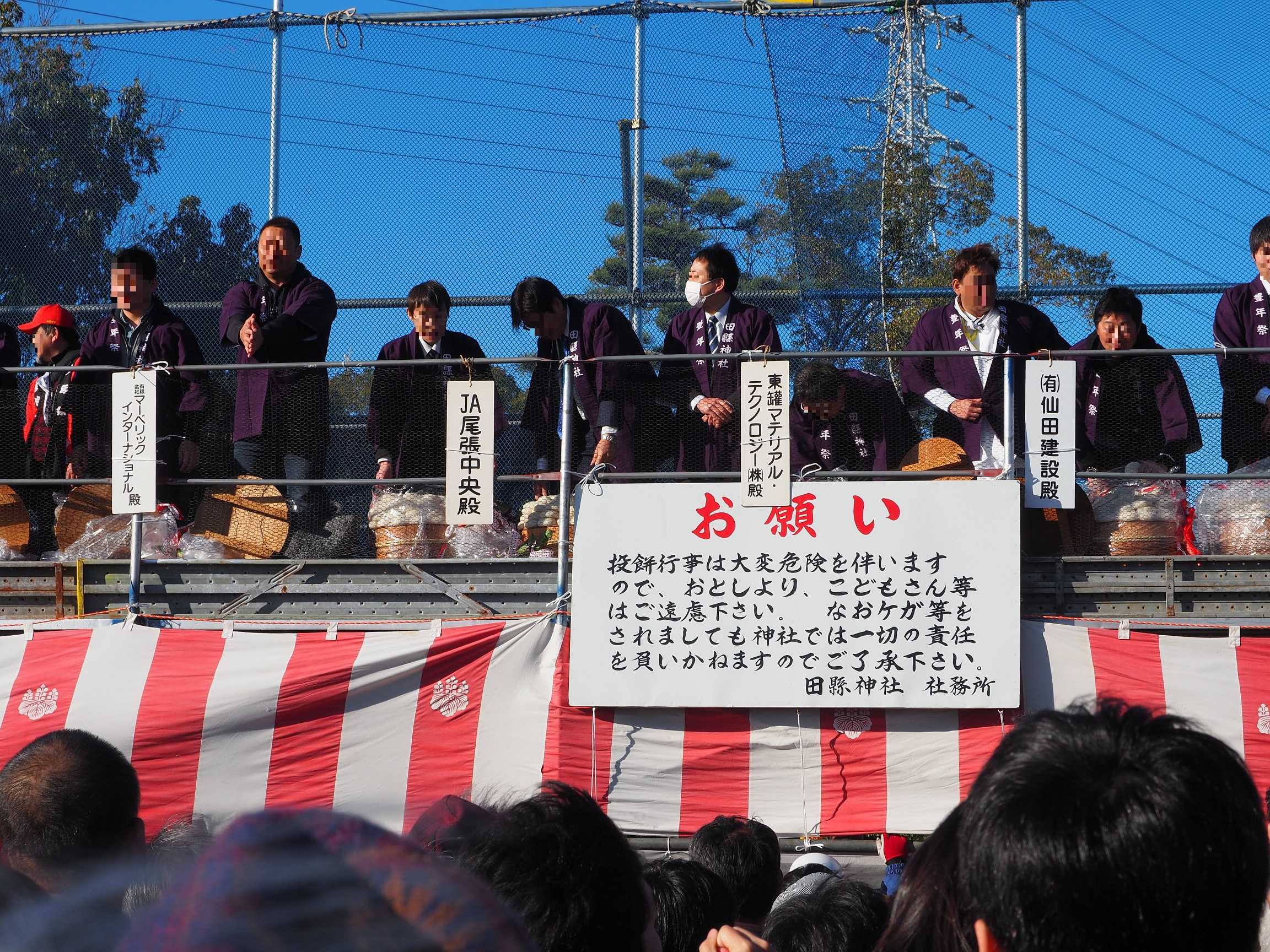
田縣神社豊年祭（愛知県小牧市、2017年3月）

災いを払うために行われた神事である散餅の儀（散餅銭の儀）が、江戸時代に庶民に広まったとされる。また、もともとは、大工の棟梁が主催して行う行事であったものが、施主が行うようになったともされる。
餅まきの一般的なものは、上棟式（建前）を終えた後、建設中の住宅の屋根などから餅をまく形式である。餅以外に小銭をまくことも多く、この場合には「散餅銭の儀」と呼ばれる。
餅は、紙やラップフィルムでくるまれることが多い。また、紅白の餅が使用されるのが一般的である。地域によっては、「赤い紐を通した5円玉・50円玉」といった小銭をまくなどの独自性もある。
上棟式に関係なく、神社や地域の祭り（一部の大学祭でも見られる）などの際に、祝い事あるいはイベントの締めくくりとして餅まきを行うことも、日本各地で広く行われている。

## 地域
和歌山県や山口県では特に盛んで、山口県では、山口市阿東地区で毎年秋に「餅ひろい世界選手権」として餅まきが行われるほか、美祢市では2017年度に市内のイベント等で行われる餅まきに対して餅等の製造購入費の一部を補助する取り組みを始めている。また「世界最大 山口餅まき維新」（山口商工会議所青年部主催）として2018年1月8日、山口市内において過去最大級の4万個の餅がまかれた。
熊本県、大分県では「しとぎ」、宮崎県では「せんぐまき」と呼ばれる。

## 事故
- 1956年（昭和31年）1月1日 - 新潟県弥彦神社に餅まきに集まった参拝者が将棋倒しとなり、124人が死亡した（彌彦神社事件）。
- 2023年（令和5年）10月28日 - 「第18回甲州市およっちょい祭り」で行われた餅まきで、やぐらの上から投げられたサツマイモが女性の顔に当たり、女性は全治2ヶ月のケガを負った。サツマイモは供物として用いられていたものであり、本来は投げるものではなかった[16]。